# Christoph Demantius
Johann(es) Christoph Demantius (auch Christophorus Demant(h) und Demuth) (* 15. Dezember 1567 in Reichenberg, Böhmen; † 20. April 1643 in Freiberg/ Sachsen) war ein deutscher Komponist, Musiktheoretiker und Dichter.

## Leben
Über die Kindheit des Christoph Demantius ist wenig bekannt. Er scheint schon von früher Kindheit an mit Musik aufgewachsen zu sein und liebte sie. Wahrscheinlich besuchte er die Lateinschule in Reichenberg. Um 1592 nennt er sich Lehrer am Pädagogium St. Lorenz. Nach Eitner könnte dies in Bautzen gewesen sein. Er studierte ab 17. Februar 1593 an der Universität Wittenberg. Ein längerer Aufenthalt in Leipzig ist für 1594/95 belegt. 1597 wurde er Kantor in Zittau in der Oberlausitz. 1604 wurde er zum Kantor an den Freiberger Dom und die Domschule in Freiberg berufen. 1610 erwarb er ein Haus im Domviertel und erhielt 1611 das Bürgerrecht. Bis zu seinem Tod 1643 wirkte er in der Domkapelle.

## Werke (Auswahl)
Demantius komponierte zu gleichen Teilen kirchliche und weltliche Werke. Herausragend ist seine Johannespassion für 6 Stimmen a cappella, die die musikalische Form der Choralpassion zu einer ihrer letzten Blüten bringt.
- 1592 Forma musices. Gründtlicher und kurtzer Bericht der Singekunst für die allererst anfahende Knaben, Lehrbuch, bei Michael Wohlrab, Bautzen 1592 Digitalisat in der Staatsbibliothek Berlin.
- 1594/95 Epithalamion: auff den Hochzeitlichen Ehrentag […] Johann Beyers, Buchdruckers und Händlers zu Leipzig, und […] Sabinae Hechelmüllers […] celebrirt zu Kempnitz, den 28. Januarii im Jahr 1595 : aus dem Hohenlied Salomonis, mit fünff Stimmen, Leipzig: Zach. Berwaldt, 1595 OCLC 839136954.
- 1595 Neue Teutsche Weltliche Lieder: mit fünff Stimme, welche nicht allein zu singen, sondern auch auff allerley Instrumenten zugebrauchen, gantz lieblich., gedruckt bei Paulus Kauffmann Nürnberg. verlegt bei Andree Wolcken, Breslau. OCLC 839136968.
- 1596 Der Spruch Joel, cap.II vers.XII… Sampt angehengtem Christlichen Gebet, jetziger zeit, in der … gefahr, wegen des Türcken, nutzlich zu beten, vnd zu singen … Mit fünff Stimmen componirt, gedruckt bei Paulus Kauffmann, Nürnberg OCLC 498151405.
- 1600 Tympanum militare: Ungerische Heerdrummel und Feldgeschrey … wie solche mit menschlicher Stimme, neben allerhand Instrumenten, und Seitenspielen, können musiciret werden … in sechs Stimmen, Gedruckt zu Nürnberg / durch Katharina Dieterichin / Im Jar Christi. / 1600. Katharina Dieterich, Nürnberg OCLC 707194477
- 1601 Sieben vnd siebentzig Newe außerlesene/ Liebliche/ Zierliche/ Polnischer vnd Teutscher Art Täntze: mit vnd ohne Texten/ zu 4. vnd 5. Stimmen; Neben andern künstlichen Galliarden, mit Fünff Stimmen/ welche zuvor im Druck nicht zufinden/ zu Menschlicher Stimme/ vnd allerley Jnstrumenten accommodiret, Gedruckt zu Nürmberg/ bey Katharina Dieterichin/ Jn verlegung Conrad Baurn/ Buchhendlers/ Jm Jar Christi. M D CI.Katharina Dieterich, Nürnberg, verlegt bei Conrad Baur OCLC 249622572
- 1602 Trias precum vespertinarum, qua continentur: canticum B. Mariae Virginis, intonationes cum psalmis, et clausulae in precibus vespertinis consuetae quas Benedicamus vocant; et ad octo usitatos tonos: & ad duodecim modos musicos, tam quaternis, quam quinis & senis vocibus: eleganti harmonia, & quibusvis instrumentorum musicorum generibus communi, Impressum Noribergæ, typis Catharinæ Alexandri Theodorici Viduæ, sumptibus Conradi Agricolæ, bibliopolæ.gedruckt bei Katharina Dietrich, verlegt bei Conrad Baur OCLC 946549374 u. a. Pfingstvesper I Deus in adiutorium à 5. II Dixit Dominus à 6. III Lauda Jerusalem Dominum à 6. IV Laudate Dominum à 6. V Antiphon: Sit nomem Domini benedictum in saecula, Laudate pueri à 6. VI Hymnus: Veni Sancte Spiritus à 6. VII Antiphon: Non vos relinquam, Magnificat à 3 & 5. VIII Benedicamus Domino à 6. OCLC 45382405
- 1607 Isagoge artis musicæ ad incipientium captum maxime accommodata. Kurtze Anleitung recht vnnd leicht singen zu lernen. gedruckt bei Valentin Furmann, Nürnberg, 1607, OCLC 37112900, Traktat[5]
- 1608 Conviviorum Deliciæ. Das ist: Neue Liebliche Jntraden vnd Auffzüge/ Neben Künstlichen Galliarden, vnd Frölichen Polnischen Täntzen Mit Sechs Stimmen/ Nicht allein auff aller handt Jnstrumenten vnd Seitenspielen/ Sondern auch mit Menschlicher Stimme lieblich vnd lustig zu Musiciren Artlich … Componiret vnd publiciret, Durch Christophorvm Demantivm Musicum, vnd der Churfürstlichen Sächsischen freyen Bergstadt Freyberg in Meissen Cantorem, gedruckt bei Balthasar Scherff, Nürnberg verlegt bei David Kauffmann OCLC 824226878[6]
- 1609 Convivalium concentuum farrago, In welcher Deutsche Madrigalia, Canzonette vnd Villanellen, Mit Sechs Stim̄en, Zusampt einem Echo vnd zweyen Dialogis mit Acht Stim̄en verfasset, Und beydes zu Menschlicher Stim̄e, So wol auch allerley Instrumenten accomodiret etc, gedruckt bei Christoff Lippold, Jena, verlegt bei David Kauffmann OCLC 824225658[7]
- 1610 Corona harmonica: Außerlesene Sprüch aus den Evangelien, auff alle Sontage vnd fürnembste Fest durch das gantze Jahr, mit sechs Stimmen nach den zwölff modis Musicis, beydes regulariter und transpositè zu singen, vnd auff allerley Instrumenten zu gebrauchen, verlegt bei Abraham Lamberg, Leipzig OCLC 811751525[8]
- 1611 Threnodiae, Das ist: Sehnliche KlagLieder Uber den … seligen Abschied Des … Fürsten und Herrn, Herrn Christiani II. Hertzogens zu Sachsen … So den 23. Junii dieses instehenden 1611. Jahres zu Dreßden entschlaffen … Und den 6. Augusti hernach zu Freyberg beygesetzet worden, verlegt bei Abraham Lamberg, Leipzig OCLC 315451234
- 1613 Fasciculus chorodiarum Neue liebliche und zierliche, polnischer, und teutscher Art, Täntze und Galliarden, mit und ohne Texten, zu 4. und 5. Stimmen, verlegt bei Kauffmann, Nürnberg OCLC 30403601
- 1613 Erster Theil Newer Deutscher Lieder, welche zuvor durch den Kunstreichen vnd geübten Musicum Gregorium Langium Havelbergensem, mit dreyen Stimmen componiret, Jetzund aber dem Liebhaber/ zu Lust/ Ergetzung vnd Dienst/ Auffs new/ Nach der vorigen Art/ so viel müglich mit Fünffstimmen gesetzet/ Durch Christophorum Demantium Musicum, Leipzig/ durch Valentin Am Ende/ Jm verlag Thomæ Schürers, Gegeben zu Freiberg den 14. Apr. dieses 1613 OCLC 837785002
- 1615 Ander Theil newer deutscher Lieder, welche zuvor durch den kunstreichen und geübten Musicum Gregorium Langium Halverbergensem, mit dreyen Stimmen componiret, jetzt und aber dem Liebhaber, zu Lust, Ergetzung und Dienst, auffs new, nach der vorigen Art, so viel müglich mit fünff Stimmen gesetzet, Leipzig, Valent[in] am Ende OCLC 31261383
- 1615 Tympanum militare: Allerley Streit und Triumph Lieder … jetzund auffs neue … in 5. 6. 8. und 10. Stimmen … gebracht und so wol mit menschlicher Stimme, alß mit allerhandt Instrumenten zu musiciren, Verbessert augiret, und anderweit publiciret Durch Christophorum Demantium, Musicum Freiberg: Hermund., Gedruckt zu Nürnberg / bey Balthasar Scherff / In verlegung David Kauffmanns. M D C X V, OCLC 816292621[9]
- 1618 Der Weiber Ehrenschmuck: das ist: Christliches Braut Lied aus den Sprüchen Salomons am XXXI. Capitel genommen unnd auff die hochzeitliche Ehrenfreude welche der … Herr Michael Prager … mit der … Jungfrawen Anna des … Herrn Salomonis Lincken … Tochter daselbst am 13. Tage Octobris dieses 1618. Jahres … angestellet und gehalten, gerichtet und mit 8 Stimmen componiret Durch Christophorum Demantium, Musicum unnd Cantorem., Gedruckt zu Freybergk/ bey Georg Hoffman/ Im Jahr 1618 OCLC 949973821
- 1618 Das ausserlesene und Trostreiche Canticum oder Symbolum der heiligen Altväter und Kirchenlehrer Ambrosii und Agustini, Te Deum laudamus in laudem omnipotentis Dei, Aus herzlicher Freude und Christlicher Andacht mit 6 Stimmen componiret Und zu sonderlichen Ehrengedechtnüß offeriret … Michael Rothen, Freybergk in Meissen OCLC 634821726[10]
- 1619 Triades Sioniae introituum Missarum Et Prosarum; quinq, sex, Septem & Octo Vocibus, in festis praecipuis decantandarum…, Fribergae Typis exscripte, Sumptibus Melchioris Hoffmanni, Biliopol. Frib. Anno 1619 OCLC 944076416[11]
- 1620 Threnodiæ: Das ist: Ausserlesene Trostreiche BegräbnüszGesänge/ So bey Chur- vnd Fürstlichen Leichbegängnüssen/ vnd Beysestzungen/ Wie auch bey anderer … entschlaffener Bestattungen/ in der Churf. Sächs. freyen HäuptBergkStadt Freybergk in Meissen/ üblichen; Beneben andern Christlichen meditationibus vnd Todesgedancken/ Mit fleiß zusammen getragen/ vnd jetzo auffs newe mit 4. 5. auch 6. Stimmen dergestalt Contrapuncts weise gesetzet …, Durch Christophorum Demantium, Reichenbergensem, Musicum, der Kirchen vnd Schulen daselbst Cantorem.,Gedruckt zu Freybergk/ bey Georg Hoffman/ Jm Jahr/ 1620 OCLC 249285487
- 1629 Psal[mo] centesimo; Misericordiam et judicium cantabo tibi Domine Canon in Hypodiapaso post tempus Christophorus Demantius Cant. Frib: scrib[am] 26 Febr[uarii] // 1629 OCLC 590120507
- 1631 Passion nach dem Evangelisten Johannes und Weissagung des Lebens und Sterbens Jesu Christi aus dem 53. Kapitel des Propheten Esajae zu 6 Stimmen, je 3 Teile Freiberg[12]
- 1632 Appendix termini musici zur 8. Auflage der Isagoge artis musicae
- 1642 Morgenröthe Aller Seligen und Außerwehlten/ Zum Unterscheid des zeitlichen und ewigen Lebens/ Auff … Hedwig/ Gebornen aus Königlichem Stamm zu Dennemarck/ Churfürstin/ auch Hertzogin zu Sachsen/ Gülich/ Cleve und Bergk/ Landgräfin in Düringen/ Marggräfin zu Meissen/ Burggräfin zu Magdeburg/ Gräfin zu der Marck und Ravensberg/ Frawen zum Ravenstein/ etc … Witwen … Leichbegräbnisse/ so in … Freybergk den 30. Maii 1642 … celebrirt und gehalten worden, In einer kläglichen Melodey verfasset und auffgesetzt Von Christophoro Demantio, beniembter Stadt Cantore Musico, Gedruckt zu Freybergk in Meissen bey Georg Beuthern OCLC 698235202[13]
- 1644 Rauten-Blätlein/ Das ist Von der H. Tauffe außgeführter Lob-Gesang/ Auff des … Fürsten und Herren/ Herrn Johann Georgen/ Hertzogen zu Sachsen … Sambt dero … Fürstin und Frawen/ Frawen Magdalenen Sibyllen/ … Anietzo Chur-Printzessin und Gemahlin/ Alß HochFürstlicher beyder Eltern/ jüngstes den 15. Febr. Ehlichen andern gebornen Fräwleins Tauffe …,so … den 20. Martij celebriret und gehalten … von M. Christoff Demant

## Einspielungen

### Johannespassion und Weissagung des Lebens und Sterbens Jesu Christi
- Christoph Demantius: St. John Passion and Prophecy of the Suffering and Death of Jesus Christ, NCRV Vokaalensemble [Chor der Niederländischen Rundfunkgesellschaft NCRV], Hilversum. Ltg.: Marinus Voorberg, Nonesuch H-711138 Stereo, 1966[14]
- Deutsche Passion nach dem Evangelisten St. Johannes zu sechs Stimmen: (1631). Stuttgarter Kantatenchor, Ltg. August Langenbeck, Aufnahme in der Klosterkirche Maulbronn, 1974; BASF/Harmonia Mundi 2021956-9
- Demantius, Christoph: Passion nach dem Evangelisten Johannes. Alsfelder Vokalensemble, Ltg: Wolfgang Helbich, Koch Schwann KOC AMS 3545
- Demantius: Johannes-Passion und Weissagung des Leidens und Sterbens Jesu Christi. Kammerchor Saarbrücken, Ltg.: Georg Grün. Christoforus CHE 0149-2, 2000
- Demantius: Johannes-Passion und Leidensweissagung des Jesaja. Junge Kantorei Mannheim, Ltg.: Rolf Schweizer. Impromptu – CH 94005[15]

### Motetten
- I. Steh auf und nimm das Kindlein. II. Und wie Moses in der Wüsten. III. Denn wer sich selbst erhöhet. IV. Es ward eine Stille. V. Das ist mir lieb VI. Ich habe euch noch viel zu sagen. Kammerchor Saarbrücken, Ltg.: Georg Grün. Christoforus CHE 0149-2, 2000
- Jerusalem gaude gaudio magno. In: Kreuzchorvespern. Dresdner Kreuzchor, Cappella Sagittariana Dresden, Ltg.: Roderich Kreile. Berlin Classics 0016582BC, 2009
- Und es ward eine Stille a 6. In: Festmusik zur Reformationsfeier 1617. Kammerchor Bad Homburg, Johann Rosenmüller Ensemble; Ltg.: Susanne Rohn, Christophorus CHR 77363, 2012
- Ich bin die Auferstehung und das Leben, Ich bin ein guter Hirte, Ach bleib bei uns Herr Jesu Christ. Junge Kantorei Mannheim, Ltg.: Rolf Schweizer. Impromptu – CH 94005[15]

### Psalm 116
- Christoph Demantius: Der 116. Psalm. Spandauer Kantorei, Berlin, Ltg.: Martin Behrmann. CBS S61080, 1968[16]

### Lieder, Madrigale und Tänze
- Demantius: Danses & madrigaux. Amaryllis Consort, Ltg.: Charles Brett. Musica antiqua Provence Ltg.:Christian Mendoze. disques Pierre Verany, 1993
- Christophorus Demantius Cantor. A-cappella-Kammerchor Freiberg. Convivium Musicum Chemnicense. Ltg:: Wolfgang Eger. St. Petri in Freiberg und Unser Lieben Frauen auf dem Berge in Penig, 2001/2002. Freiberg: Sparkassenstiftung für Kunst und Kultur, ca. 2002

### Threnodiae
- Christoph Demantius: Threnodiae. I. Lass mich o Christ à 5. II. Aus tieffer Not à 5. Huelgas-Ensemble, Ltg: Paul van Nevel.HMA1951705, 2012
- Johannes Christoph Demantius: Quis dabit oculis nostris frontem. Schütz-Akademie: Ltg.: Howard Arman. Brilliant Classics 95123; 1992

### Vespern
- Christoph Demantius: Vepres de Pentecoste. Huelgas-Ensemble, Ltg: Paul van Nevel. HMA1951705, 2012